# David Frost (diplomate)
Pour les articles homonymes, voir David Frost.
David Frost, né le 21 février 1965 à Derby (Angleterre), est un diplomate, haut fonctionnaire et homme politique britannique en tant que pair à vie, membre de la Chambre des lords depuis 2020.
Membre du Parti conservateur, ancien ambassadeur au Danemark, le lord Frost est négociateur-en-chef de la sortie du Royaume-Uni de l'Union européenne de 2019 à 2020, puis conseiller à la Sécurité nationale de 2020 à 2021 sous le Premier ministre Boris Johnson.

## Biographie
Né à Derby en 1965, il étudie à la Nottingham High School (en), avant de poursuivre ses études au St John's College d'Oxford.
Frost rejoint le FCO en 1987 affecté à Nicosie, puis posté à Bruxelles en tant que premier secrétaire, avant d'être un relais à l'ONU à New York.
Conseiller économique à l'ambassade britannique à Paris en 2001, il fait partie de l'équipe de direction pendant la présidence du Royaume-Uni de l'UE en 2005.
Frost est ambassadeur britannique au Danemark de 2006 à 2008.
Créé pair à vie en tant que baron Frost, d'Allenton dans le comté de Derbyshire le 12 août 2020, il a été présenté à la Chambre des lords le mois suivant le 8 septembre. Il entre au gouvernement le 17 février 2021, comme ministre d'État, chargé de gérer les négociations post-Brexit.
Il démissionne en décembre 2021, faisant publiquement état de ses inquiétudes quant à la « direction » que prend le gouvernement de Boris Johnson.
Il appartient à la frange climatosceptique du Parti conservateur.  Il rejoint en 2022 le Global Warming Policy Foundation, un lobby militant contre les mesures visant à freiner le réchauffement climatique, les jugeant néfastes pour l'économie.

## Distinctions honorifiques
- CMG (2006)
- Baron (à vie) (2020).